# Gerris gracilicornis
Gerris gracilicornis – gatunek owada z rodziny nartnikowatych (Gerridae). Występuje na terenie Azji Wschodniej, w tym Chin, Japonii i Korei.